# Glasya-Labolas

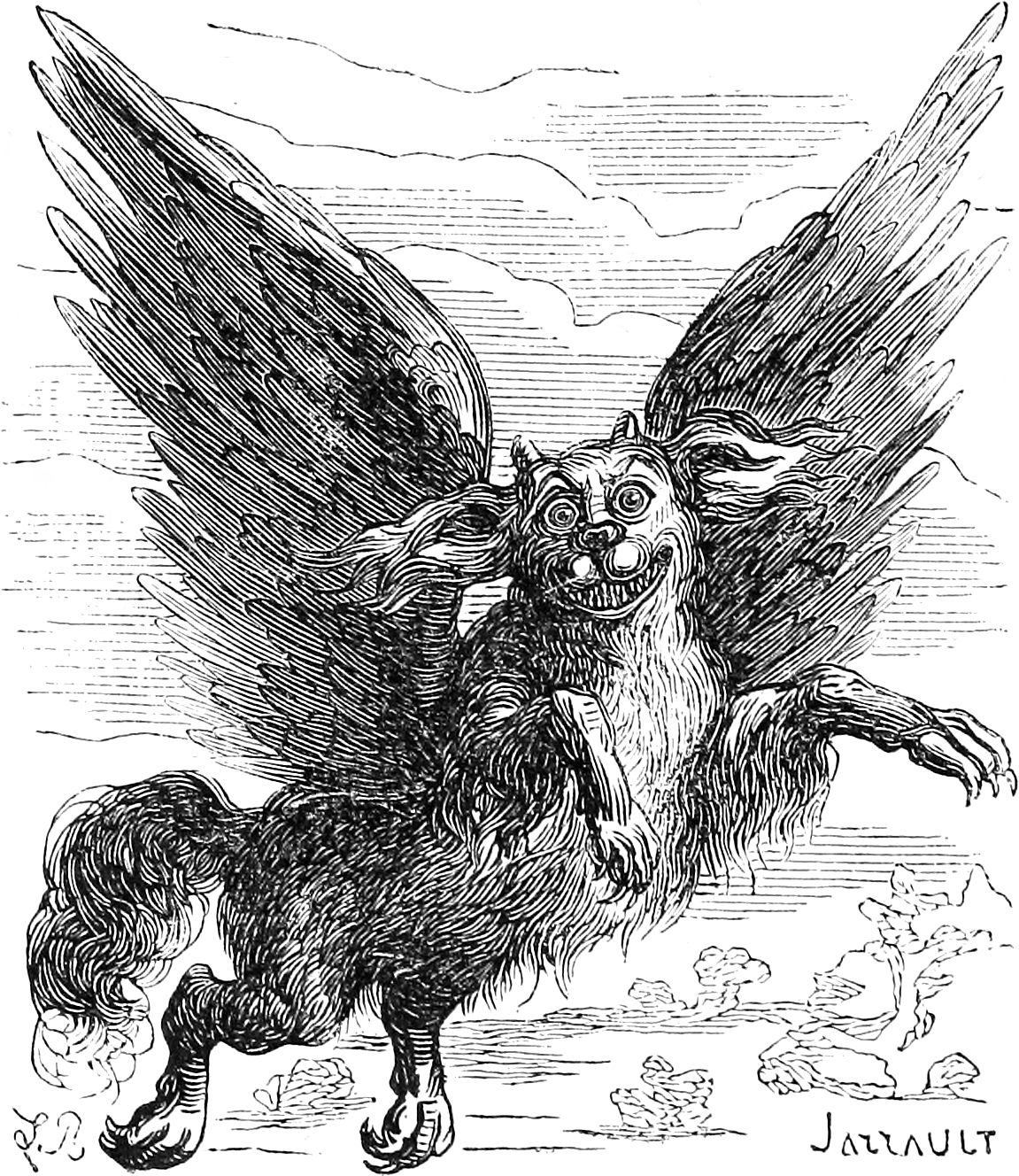
Glasya-Labolas, ilustrado por Collin de Plancy.

Na demonologia, Glasya-Labolas (também grafado Caacrinolaas, Caassimolar, Classyalabolas, Glassia-labolis ou Glasya Labolas) é poderoso Presidente (e Fidalgo para outros autores) do Inferno e comanda trinta e seis legiões de demônios. Ele é o capitão e autor, no que diz respeito aos homicídios e derramamento de sangue, diz a todos, as coisas sobre o passado e no que há de acontecer, ele ganha vantagens nas mentes e no amor de amigos e inimigos, causando-lhes o amor entre eles, e se o desejar, incita a cometer homicídios e pode fazer de um homem invisível.
Ele é retratado como um cão com as asas de um Grifo.